# Горюнов, Дмитрий Петрович
Дми́трий Петро́вич Горюно́в (30 сентября 1915, Ковров, Владимирская губерния — 3 июня 1992, Москва) — советский журналист, руководитель СМИ и дипломат. Главный редактор газеты «Комсомольская правда» с 1950 по 1957 год, генеральный директор ТАСС при СМ СССР с 1960 по 1967 год.
Член Центральной ревизионной комиссии КПСС (1961—1966). Кандидат в члены ЦК КПСС (1966—1971). Имел ранг чрезвычайного и полномочного посла.

## Биография
- Работал токарем, плановиком, ответственным секретарём заводской газеты-многотиражки.
- В 1934—1940 годах — ответственный секретарь, редактор областной газеты в Иванове.
- В 1940—1942 годах — секретарь Ковровского городского, Ивановского областного комитета ВЛКСМ.
- В 1942—1946 годах — работа в ЦК ВЛКСМ.
- В 1946—1949 годах — слушатель Высшей партийной школы (ВПШ) при ЦК ВКП(б).
- В 1950—1957 годах — главный редактор газеты «Комсомольская правда» (до того заместитель главного редактора).
- В 1957—1960 годах — заместитель главного редактора газеты «Правда».
- С 9 августа 1960 по 7 апреля 1967 года — генеральный директор ТАСС при Совете министров СССР[4]. Как отмечают: «Горюнов встречался с компанией бывших комсомольских работников. Доброхоты советовали встречаться пореже. Горюнов не прислушался и поехал послом в Кению» (см. Шелепинцы)[5].
- С 23 мая 1967 по 13 ноября 1973 года — чрезвычайный и полномочный посол СССР в Кении.
- С 26 декабря 1973 по 3 октября 1978 года — чрезвычайный и полномочный посол СССР в Марокко.

Прожив в Кении семь лет, написал книгу «Возвращение в Африку» (издательство «Молодая Гвардия», 1983 г.)
Похоронен на Кунцевском кладбище.

## Награды
- орден Ленина (4 мая 1962)
- орден Трудового Красного Знамени (30 сентября 1965)
- медали